# Boomvalk
De boomvalk (Falco subbuteo) is een roofvogel uit de familie van de valkachtigen (Falconidae) die voornamelijk jaagt op kleine zangvogels en grote insecten. De wetenschappelijke naam van de soort werd in 1758 gepubliceerd door Carl Linnaeus in de tiende editie van Systema naturae. Het is in Europa een broedvogel die 's winters naar Afrika trekt.

## Kenmerken
De vogel is 29 tot 35 cm lang en heeft een spanwijdte van 70 tot 84 cm. Volwassen vogels zijn van boven leikleurig met een witte keel. Van dichtbij kunnen de kastanjebruine broek en onderstaart worden waargenomen. Mannetje en vrouwtje zien er gelijk uit, juvenielen zijn over het algemeen veel bruiner van kleur.
Het is een elegante roofvogel, die er met zijn lange, puntige vleugels uitziet als een grote gierzwaluw.
Boomvalken nestelen in de verlaten en vaak in datzelfde jaar gemaakte nesten van kraaien en andere vogels en leggen twee tot vier eieren.

## Voedsel
De boomvalk jaagt op grote insecten zoals libellen die overgebracht worden van klauwen naar bek en in de vlucht worden opgegeten. Ook kleine vogels worden in de vlucht gevangen. Zijn snelheid en vliegkunsten stellen hem in staat om zelfs zwaluwen te grijpen. Huiszwaluw en boerenzwaluw hebben dan ook een specifieke boomvalk-alarmroep.

## Verspreiding en leefgebied

### Mondiaal
De volgende twee ondersoorten worden onderscheiden:
- F. subbuteo subbuteo; broedt van Europa tot Japan, het noorden van India en Midden-China; overwintert in Afrika en Zuid-Azië.
- F. subbuteo streichi Hartert & Neumann, 1907; komt voor in Myanmar tot in Zuid-China en het noorden van Indochina.

De boomvalk (F. s. subbuteo) die in Europa voorkomt is een trekvogel die grote afstanden aflegt en overwintert in Afrika. Het is een broedvogel van open bossen en parken. De noordgrens van het verspreidingsgebied in Europa ligt in Groot-Brittannië (waar de boomvalk geleidelijk steeds noordelijker voorkomt), Denemarken, Zuid-Noorwegen, Midden-Zweden en Midden-Finland.
Buiten Europa komt de vogel ook voor in berggebieden tot op 4000 m boven de zeespiegel (in India), en soms in buitenwijken van steden. In de winter verblijft de vogel voornamelijk in droge, half open bosgebieden zoals  savannes.

### Voorkomen in Nederland en Vlaanderen
In het verleden kwam de boomvalk in Nederland vooral voor in de bossen op de zandgronden. Deze valk gaat daar sinds de jaren 1980 in aantal achteruit. In het half open (agrarisch) landschap wordt de soort echter steeds meer gezien. Ook op de waddeneilanden doet de soort het relatief goed. Het totaal aantal broedparen werd rond 2000 geschat op 750 tot 1000 paar. Het netto resultaat van deze achteruitgang en vooruitgang  is een halvering van het aantal broedparen sinds 1990. Het aantal broedparen in Vlaanderen wordt geschat op 500 en daarmee is het een vrij schaarse tot mogelijk vrij talrijke broedvogel.

## Status

### Internationaal
De boomvalk heeft een groot verspreidingsgebied en daardoor is de kans op de status  kwetsbaar (voor uitsterven) gering. De grootte van de wereldpopulatie werd in 2001 geschat op meer dan 4.000.000 individuen. Dit aantal gaat achteruit. Het leefgebied wordt plaatselijk (Oekraïne) bedreigd door agrarische ontwikkeling waarbij oud bos wordt gekapt, de jacht (op Malta) en door verstoring (de vogel is zeer schuw). Verder vormen grote windmolenparken mogelijk een bedreiging. Echter, het tempo van achteruitgang ligt onder de 30% in tien jaar (minder dan 3,5% per jaar). Om deze redenen staat de boomvalk  als niet bedreigd op Rode Lijst van de IUCN.

### In Nederland en Vlaanderen
Door de achteruitgang van het aantal broedvogels in Nederland staat hij als kwetsbaar op de Nederlandse Rode Lijst.De boomvalk staat niet op de Vlaamse Rode Lijst.

## Afbeeldingen

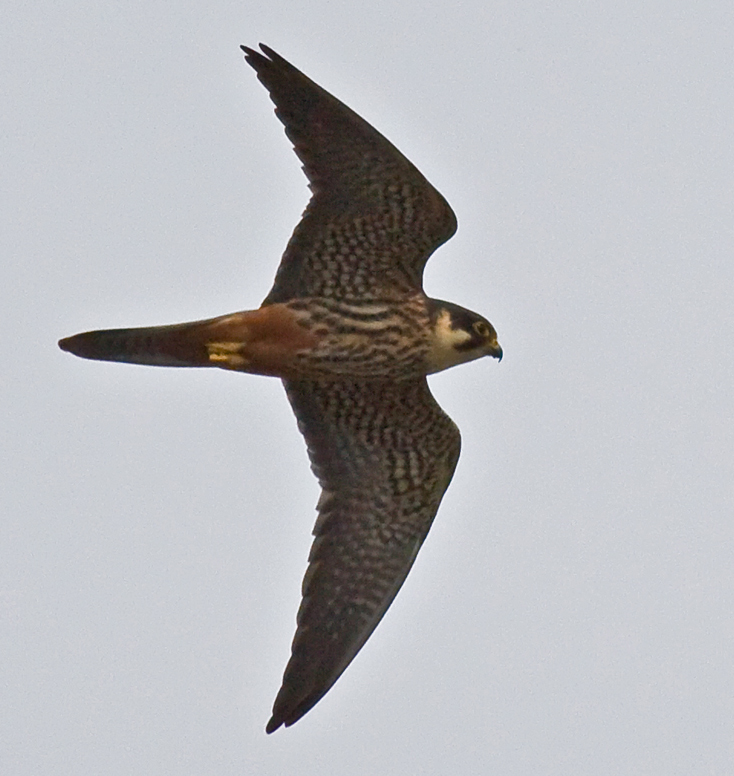
Volwassen boomvalk, vliegend
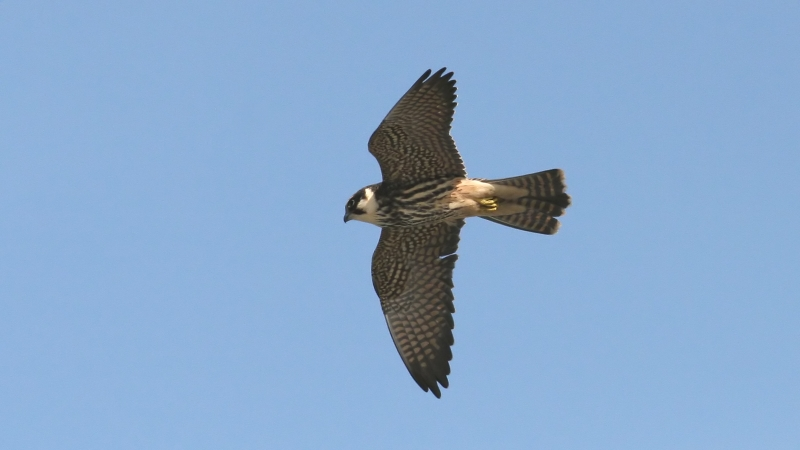
Onvolwassen boomvalk, vliegend
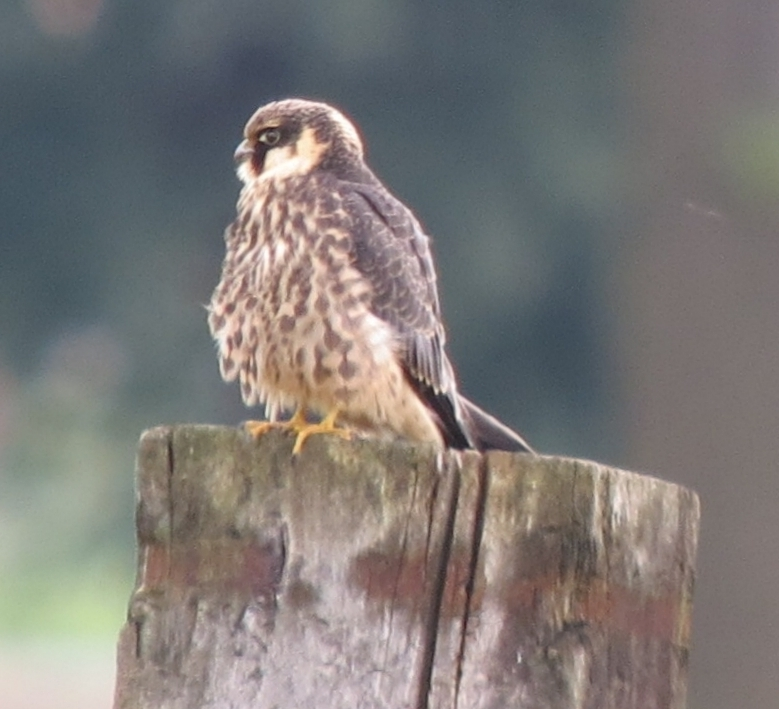
Onvolwassen boomvalk
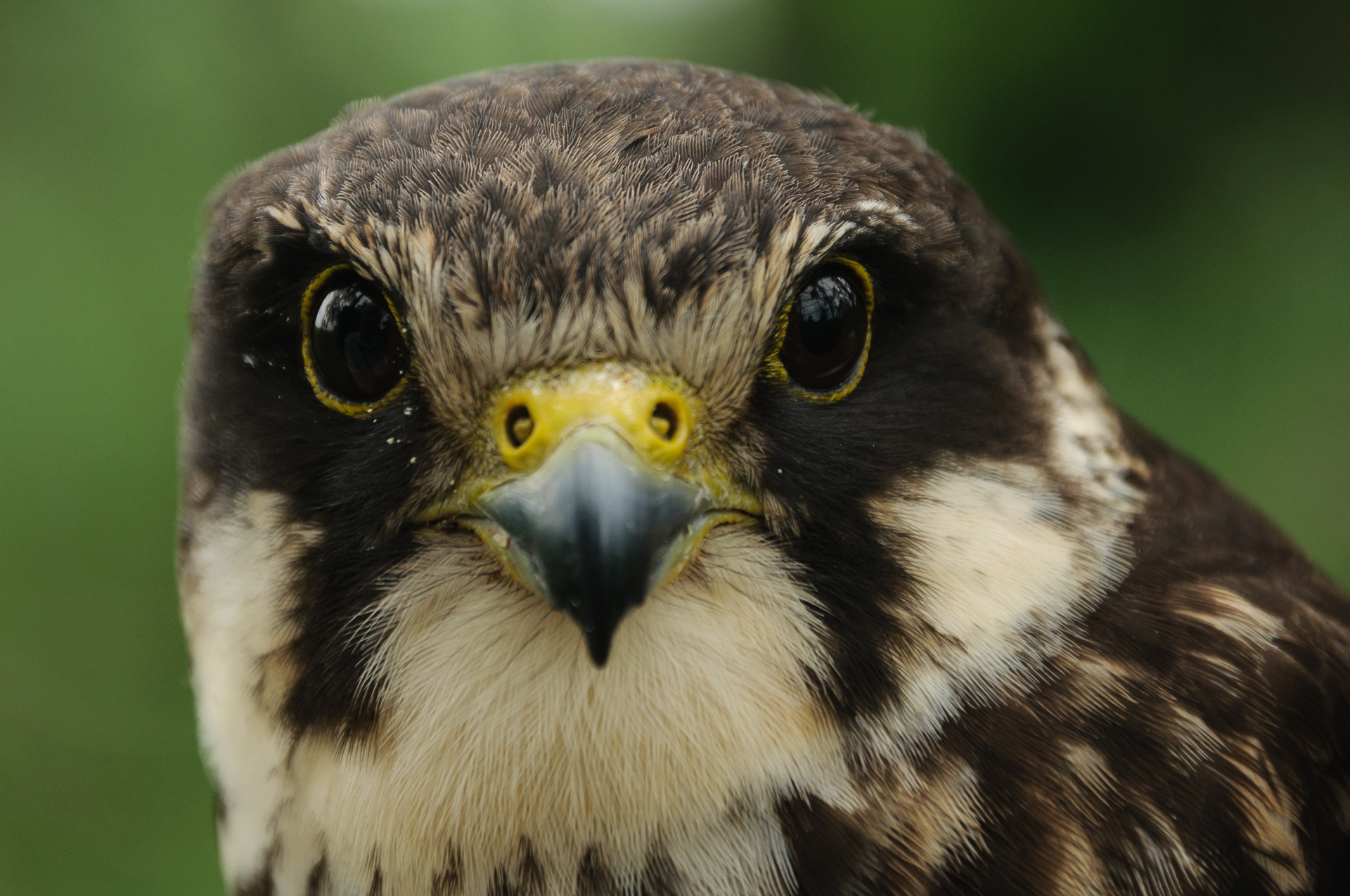
Portret van een jonge boomvalk Wielkopolskie, Polen
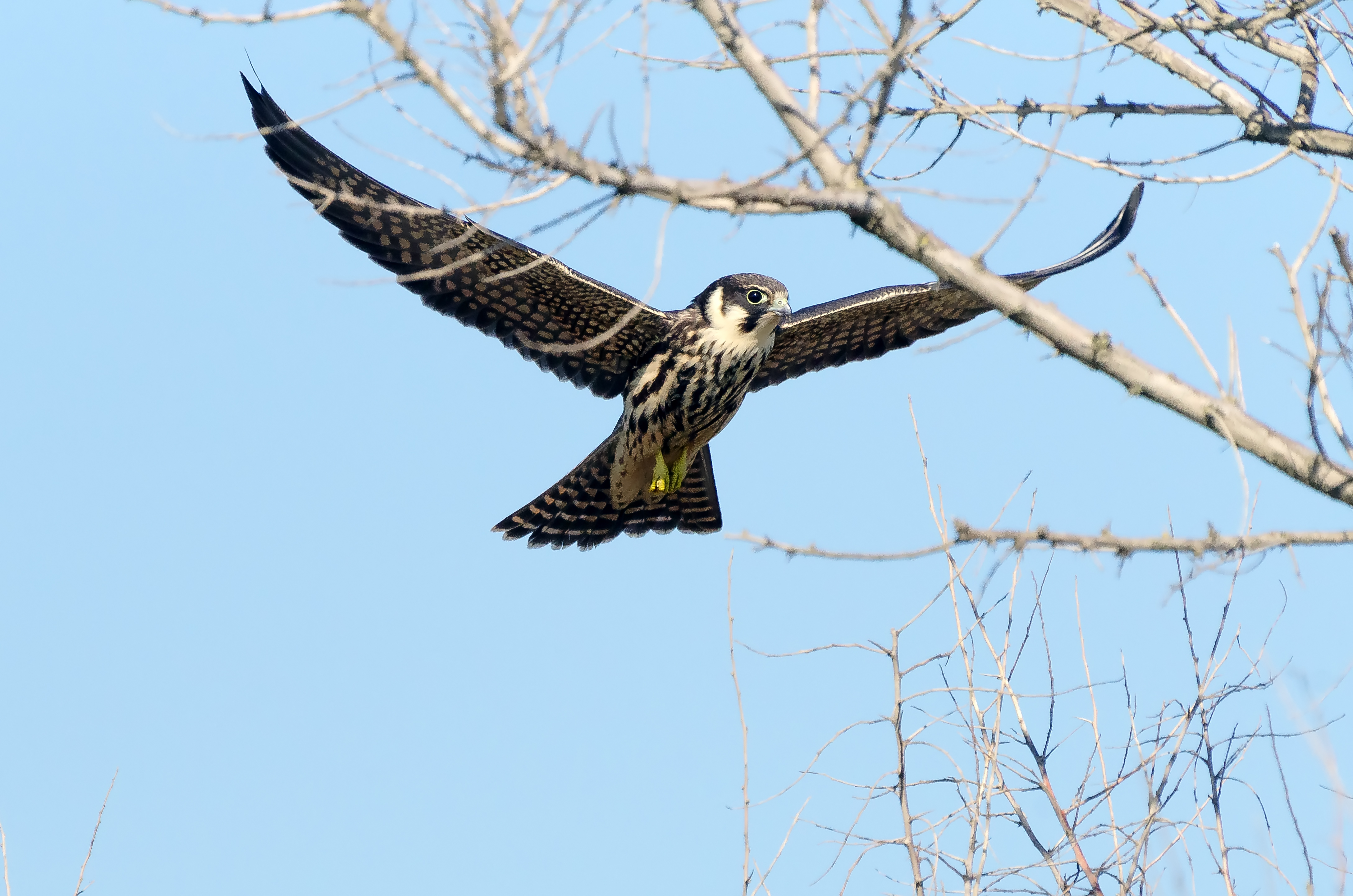
Boomvalk, Biosfeerreservaat Zwarte Zee, Oekraïne
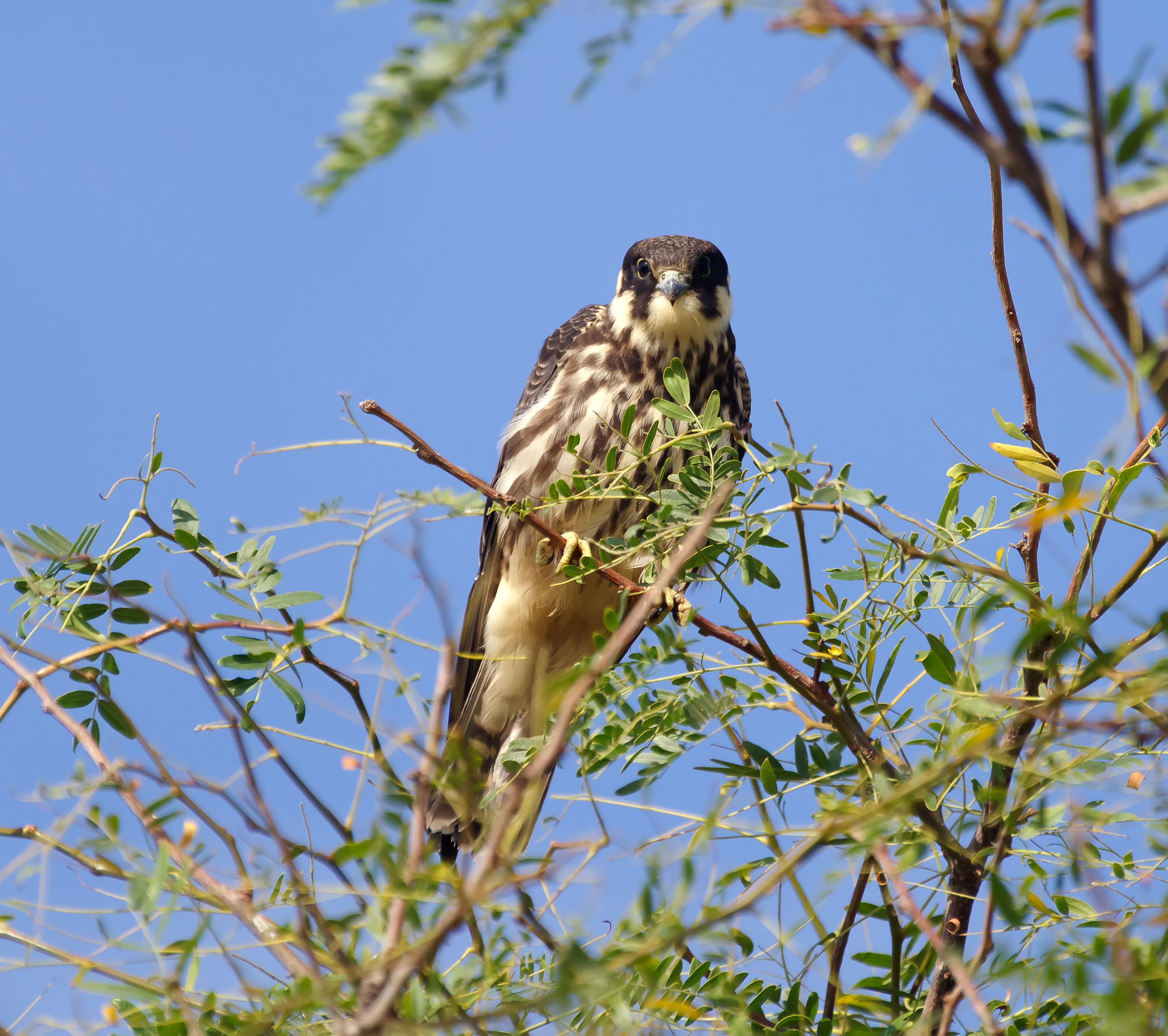
Boomvalk, Biosfeerreservaat Zwarte Zee, Oekraïne